# Randall "Tex" Cobb
Randall Craig "Tex" Cobb, född 10 december 1953 i Bridge City, Texas, är en amerikansk kampsportare, proffsboxare och skådespelare.

## Roller i urval
- 1983 – Självmordspatrullen
- 1986 – The Golden Child
- 1987 – Arizona Junior
- 1987 – Polisskolan 4 – Kvarterspatrullen
- 1987 – Kaos på akuten
- 1987 – Par i brott (TV-serie)
- 1988 – Interna affärer
- 1988 – MacGyver (TV-serie)
- 1989 – Blint raseri
- 1989 – Fletch är tillbaka
- 1990 – Ernest bakom lås och bom
- 1992 – Midnight Sting
- 1993 – Våra värsta år (TV-serie)
- 1994 – Den galopperande detektiven
- 1994 – Nakna pistolen 33⅓: Den slutgiltiga förolämpningen
- 1997 – Liar Liar
- 2000 – Arkiv X (TV-serie)